# Murphys lag
Murphys lag är ett modernt tänkespråk som formuleras ungefär "om något kan gå snett kommer det att gå snett".

## Lagens ursprung
Lagen har fått sitt namn från ingenjören Edward A. Murphy, Jr. som experimenterade med raketslädar i USA:s flygvapen under 1940-talet. Arbetslaget där Murphy deltog försökte att eliminera alla möjligheter för de tekniska anordningarna att misslyckas. Murphys ursprungliga formulering var: "Om det finns två eller fler sätt att göra något, och ett av dessa sätt leder till en katastrof, kommer någon att göra det på det sättet."
Lagen tillkom således, och ska i första hand ses, som en riktlinje för ingenjörer inom maskinteknik, datateknik med flera discipliner att konstruera tekniska system så att felaktiga resultat blir uteslutna. Detta kallas defensiv design.
Liknande uttryck har dock funnits långt tidigare så som "Stackars Sates lag" som dokumenterades i Yorkshire i England i mitten på 1800-talet och lyder "Om något kan gå fel så kommer det, och även om det inte kan [gå fel], är det möjligt". På svenska har ett ordspråk med ungefär motsvarande betydelse använts tidigt nämligen "liten tuva stjälper ofta stort lass". Andra svenska uttryck är till exempel "lagen om alltings jävlighet" och "lagen om alltings inneboende ondska".

## Vardaglig användning av uttrycket
Uttrycket "Murphys lag" har i folkmun förvandlats och beskriver alla typer av oturliga sammanträffanden, som att det bara tycks regna de dagar då man inte har med sig något paraply eller att man i snabbköpet alltid tycks hamna i den långsammaste kassakön. I denna betydelse används också uttrycket Lagen om alltings naturliga jävlighet, Lagen om alltings inneboende ondska eller lite förfinat Lagen om alltings minimala älskvärdhet. Indirekta anspelningar som "Murphy är tillbaka" eller "nu är Murphy här" förekommer också.[källa behövs]
Lagen har gett upphov till flera korollarier, mer eller mindre skämtsamma, såsom O'Tooles lag som lyder "Murphy var optimist". Av dessa korollarier kan nämnas:
- Murphys andra lag: Ingenting är så lätt som det ser ut.
- Murphys tredje lag: Allt tar längre tid än du tror.
- Murphys fjärde lag: Om det finns en möjlighet att flera saker går fel, kommer den som kommer att orsaka mest skada vara den som går fel (Om det är en sämre tidpunkt för något att gå fel, kommer det att hända då.)
- Murphys femte lag: "Om något helt enkelt inte kan gå fel, så gör det det ändå".
- Murphys sjätte lag: "Om du uppfattar att det finns fyra möjliga sätt på vilka en procedur kan gå fel, och kringgår dessa, kommer en femte väg, oförberedd på, omedelbart att utvecklas".
- Murphys sjunde lag: "Överlåtna åt sig själva tenderar saker att gå från dåligt till värre".
- Murphys åttonde lag: "Om allt verkar gå bra har du uppenbarligen förbisett något".
- Murphys nionde lag: "Naturen ställer sig alltid bakom det dolda felet".
- Murphys tionde lag: "Moder natur är en kärring".
- Murphys elfte lag: "Det är omöjligt att göra något idiotsäkert eftersom dårar är så geniala".
- Murphys tolfte lag: "När du bestämmer dig för att göra något måste något annat göras först".
- Murphys trettonde lag: "Varje lösning föder nya problem".
- Murphys fjortonde lag: "Om något inte kan gå fel på egen hand, kommer någon att få det att gå fel".